# Lijst van nummer 1-hits in de Nederlandse Top 40 in 1969
Deze hits stonden in 1969 op nummer 1 in de Nederlandse Top 40.
| Nummer | Datum        | Artiest                     | Titel                       |
| ------ | ------------ | --------------------------- | --------------------------- |
| 56     | 4 januari    | Zen                         | Hair                        |
|        | 11 januari   | Zen                         | Hair                        |
|        | 18 januari   | Zen                         | Hair                        |
| 57     | 25 januari   | Nina Simone                 | Ain't got no - I got life   |
|        | 1 februari   | Nina Simone                 | Ain't got no - I got life   |
|        | 8 februari   | Nina Simone                 | Ain't got no - I got life   |
|        | 15 februari  | Nina Simone                 | Ain't got no - I got life   |
|        | 22 februari  | Nina Simone                 | Ain't got no - I got life   |
| 58     | 1 maart      | Donovan                     | Atlantis                    |
|        | 8 maart      | Donovan                     | Atlantis                    |
|        | 15 maart     | Donovan                     | Atlantis                    |
| 59     | 22 maart     | The Cats                    | Why                         |
|        | 29 maart     | The Cats                    | Why                         |
|        | 5 april      | The Cats                    | Why                         |
|        | 12 april     | The Cats                    | Why                         |
|        | 19 april     | The Cats                    | Why                         |
| 60     | 26 april     | Mary Hopkin                 | Goodbye                     |
|        | 3 mei        | Mary Hopkin                 | Goodbye                     |
| 61     | 10 mei       | The Beatles                 | Get back                    |
|        | 17 mei       | The Beatles                 | Get back                    |
| 62     | 24 mei       | Desmond Dekker and the Aces | Israelites                  |
|        | 31 mei       | Desmond Dekker and the Aces | Israelites                  |
| 63     | 7 juni       | The Edwin Hawkins Singers   | Oh, happy day               |
|        | 14 juni      | The Edwin Hawkins Singers   | Oh, happy day               |
| 64     | 21 juni      | The Beatles                 | The ballad of John and Yoko |
|        | 28 juni      | The Beatles                 | The ballad of John and Yoko |
|        | 5 juli       | The Beatles                 | The ballad of John and Yoko |
|        | 12 juli      | The Beatles                 | The ballad of John and Yoko |
| 65     | 19 juli      | Aphrodite's Child           | I want to live              |
| 66     | 26 juli      | Plastic Ono Band            | Give peace a chance         |
|        | 2 augustus   | Plastic Ono Band            | Give peace a chance         |
| 67     | 9 augustus   | Robin Gibb                  | Saved by the bell           |
| 68     | 16 augustus  | Zager & Evans               | In the year 2525            |
|        | 23 augustus  | Zager & Evans               | In the year 2525            |
|        | 30 augustus  | Zager & Evans               | In the year 2525            |
|        | 6 september  | Zager & Evans               | In the year 2525            |
| 69     | 13 september | Bee Gees                    | Don't forget to remember    |
|        | 20 september | Bee Gees                    | Don't forget to remember    |
| 70     | 27 september | Tom & Dick                  | Bloody Mary                 |
|        | 4 oktober    | Tom & Dick                  | Bloody Mary                 |
|        | 11 oktober   | Tom & Dick                  | Bloody Mary                 |
| 71     | 18 oktober   | Percy Sledge                | My special prayer           |
|        | 25 oktober   | Percy Sledge                | My special prayer           |
|        | 1 november   | Percy Sledge                | My special prayer           |
|        | 8 november   | Percy Sledge                | My special prayer           |
|        | 15 november  | Percy Sledge                | My special prayer           |
| 72     | 22 november  | Fleetwood Mac               | Oh well (Part 1)            |
|        | 29 november  | Fleetwood Mac               | Oh well (Part 1)            |
|        | 6 december   | Fleetwood Mac               | Oh well (Part 1)            |
|        | 13 december  | Fleetwood Mac               | Oh well (Part 1)            |
| 73     | 20 december  | The Cats                    | Marian                      |
|        | 27 december  | The Cats                    | Marian                      |